# Гаррісон (Кентуккі)
Гаррісон (англ. Garrison) — переписна місцевість (CDP) в США, в окрузі Люїс штату Кентуккі. Населення — 731 особа (2020).

## Географія
Гаррісон розташований за координатами 38°36′24″ пн. ш. 83°10′55″ зх. д. / 38.60667° пн. ш. 83.18194° зх. д. (38.606721, -83.181911).  За даними Бюро перепису населення США в 2010 році переписна місцевість мала площу 7,16 км², з яких 6,98 км² — суходіл та 0,17 км² — водойми.

## Демографія
Згідно з переписом 2010 року, у переписній місцевості мешкало 866 осіб у 344 домогосподарствах у складі 239 родин. Густота населення становила 121 особа/км².  Було 397 помешкань (55/км²).
Расовий склад населення:
| - 98,8 % — білих - 0,3 % — чорних або афроамериканців - 0,1 % — корінних американців - 0,1 % — азіатів |

До двох чи більше рас належало 0,3 %. Частка іспаномовних становила 0,3 % від усіх жителів.
За віковим діапазоном населення розподілялося таким чином: 24,1 % — особи молодші 18 років, 60,3 % — особи у віці 18—64 років, 15,6 % — особи у віці 65 років та старші. Медіана віку мешканця становила 38,8 року. На 100 осіб жіночої статі у переписній місцевості припадало 94,6 чоловіків;  на 100 жінок у віці від 18 років та старших — 90,4 чоловіків також старших 18 років.
Середній дохід на одне домашнє господарство  становив 43 511 долар США (медіана — 28 261), а середній дохід на одну сім'ю — 58 324 долари (медіана — 52 500). За межею бідності перебувало 24,0 % осіб, у тому числі 29,3 % дітей у віці до 18 років та 40,0 % осіб у віці 65 років та старших.
Цивільне працевлаштоване населення становило 172 особи. Основні галузі зайнятості: мистецтво, розваги та відпочинок — 29,1 %, освіта, охорона здоров'я та соціальна допомога — 13,4 %, будівництво — 13,4 %.